# Lutzomyia serrana
Lutzomyia serrana är en tvåvingeart som först beskrevs av Damasceno R. G., Arouck R. 1949.  Lutzomyia serrana ingår i släktet Lutzomyia och familjen fjärilsmyggor. Inga underarter finns listade i Catalogue of Life.